# Legenda o svetem Che
Legenda o svetem Che (COBISS) je drama Primoža Kozaka, ki jo je napisal leta 1969.

## Osebe
- El Che Guevara
- Tanja, Andres, Chejeva sodelavca in člana štaba
- Ramon, upornik, Chejev kapitan
- Conrado, Ninjo, Chejeva častnika
- Oficir, poveljnik specializiranih enot za pobijanje gveril
- Peter, njegov častnik
- Gverilci, kubanski vojaki in funkcionarji

## Povzetek

### I-V
Che je s svojo ekipo v bolivijskih hribih, začenja revolucijo, po Tanjinem posredovanju jih je Partija sprejela in obljubila pomoč v orožju in moštvu. A v štabu že pride do konflikta: Tanja zahteva kazen za Ramona, ker je po boju ropal. Che se znajde v precepu: Ramon je eden prvih, ki se mu je pridružil, Tanja pa grozi, da Partija roparskih tolp ne bo podpirala. Che skuša rešiti problem tako, da Ramona le degradira, a tudi to je za Ramona nezaslišano, pred svojimi možmi je ponižan, tako rekoč mrtev; Cheju očita, da ga je izdal, kakor je že prej, na Kubi izdal revolucijo!

### VI-XVII
Retrospektiva: Na Kubi je revolucija zmagala, a delavci  v jeklarni se upirajo, hočeo denar in samoupravo. Tanja navija za to, da se upor zaduši s silo, Andres svari, da aretacije upornikov povzročajo vse več nemira, treba je prisluhniti delavskim zahtevam. Che pošlje njega naj stvar uredi, Tanjino stalinistično stališče se mu upira. Vsak revolucionar, ki je zmagal, je revolucijo zapustil, uklonil sodelavce in pokoril tiste, ki jim je obljubil odrešenje. On pa tega noče, vodnik mora biti z ljudstvom, sredi dogajanja … Tedaj pride v tovarni do eksplozije, sabotaža. Che zbesni, nad tovarno pošlje tanke in vojsko, začno se aretacije in eksekucije, komando nad mestom prevzame Tanja. Na konferenci Andres ni za to, da se stavkajoče obravnava kot saboterje, Tanja z vso silo udari po njem: podpira notranji razkroj, postaja agent sovražnika, preprečuje, da bi divja voda krenila v obzidano strugo … Che da Andresa aretirati, ta pa mu vrže v obraz, da je izdal načela revolucije.

### XVIII-XXV
V bitki Ramonova četa odpove, borci Ramona ne ubogajo več, ker je brez upora sprejel degradacijo. Na sovražni strani se dogaja nekaj podobnega, Oficir, ki se je do tedaj tepel z gverilo, je odstavljen; Petru potoži, da nravi razpadajo, stremuhi in lažniki lezejo kvišku, čast in zvestoba izginjata, širita se cinizem in moralni propad; tega je kriv sovražnik, zato ga je treba brez usmiljenja iztrebiti. Ofenziva sledi ofenzivi, vladna vojska je gverilcem nenehoma za petami. V eni od bitk Ramonova četa uskoči k sovražniku, njegovi fantje začnejo na veliko pobijati Chejeve zaupnike in pristaše, dežela postaja sovražna. Tanja zahteva, da zapustijo gozdove, v mestu da jih bo zaščitila Organizacija. Andres je proti, posumi, da je bil Ramon načrtno izigran. Tanja to Cheju tudi prizna: njen namen je bil že vse od začetka, da ga odtrga od ljudi in ga izroči Organizaciji, ki edina sme voditi boj, kajti vsi smo le koleščki v velikem kolesju. Che ji zabrusi , da ona in njeni upora niso nikoli živeli, ukvarjali so se le s tem, da bi se mu skopali za vrat. On bo ostal, čeprav sam, in se tolkel , ona pa naj mu čim prej izgine izpred oči! Za Tanjo je to izdaja; že na Kubi je zapustil revolucijo in odšel drugam, sebi v zabavo!

### XXVI-XXXI
Retrospektiva: Na Kubi Che omaguje pod težo birokratskih nalog, diplomacije in spletk, dopovedujejo mu, da množica sama ne vidi poti, elita jo mora voditi in je zato nedotakljiva. Njemu pa se toži po vročem občestvu in čistosti bojne tovarišije. Ko ga odstavijo, osvobodi Andresa, ki je bil obtožen špijonaže, skupaj kreneta v novo, še nikdar preizkušeno tveganje: Bolivija!

### XXXII-XXXVIII
Na zboru se večina odloči za Tanjin predlog, tj. za odhod v mesto , Che in nekaj zvestih ostaja pri svojem. Medtem je Ramon od vladnega Oficirja dobil OROŽJE IN LJUDI, DA BI ZAJEL Cheja. Ta se sprašuje: sem res izdal? Vsakemu vsadijo kladivca v glavo, ki v uri odločitve dosežejo, da pade na kolena in je voljan. Toda potem ne bi bilo upora – on ne kleči in ni voljan, preklet je, ker le prekleti lahko kaj opravijo! Nad njim zaokrožijo letala, razcvetijo se krila padalcev … Zdaj bomo šele zares začeli, do kraja in čisto! Možje – naš boj!